# Siepietnica
Siepietnica est un village situé au sud-est de la Pologne, dans la voïvodie des Basses-Carpates (en polonais : Podkarpackie), dans les Bassins Jasielsko - Sanockie (la partie des Basses Beskides). Siepietnica se situe dans la vallée de trois rivières : Ropa et Olszynka.